# Honeybus
Honeybus est un groupe pop des années 1960 formé en avril 1967 à Londres.
Le groupe est surtout connus pour son single I Can't Let Maggie Go, classé au top 10 britannique en 1968, écrit par Pete Dello, membre du groupe, qui avait également composé leur précédent single (Do I Figure) In Your Life, enregistré plus tard par Dave Berry, Ian Matthews, Joe Cocker, Dave Stewart, Paul Carrack, Samantha Jones, Dana, Pierce Turner et Euros Childs.

## Histoire

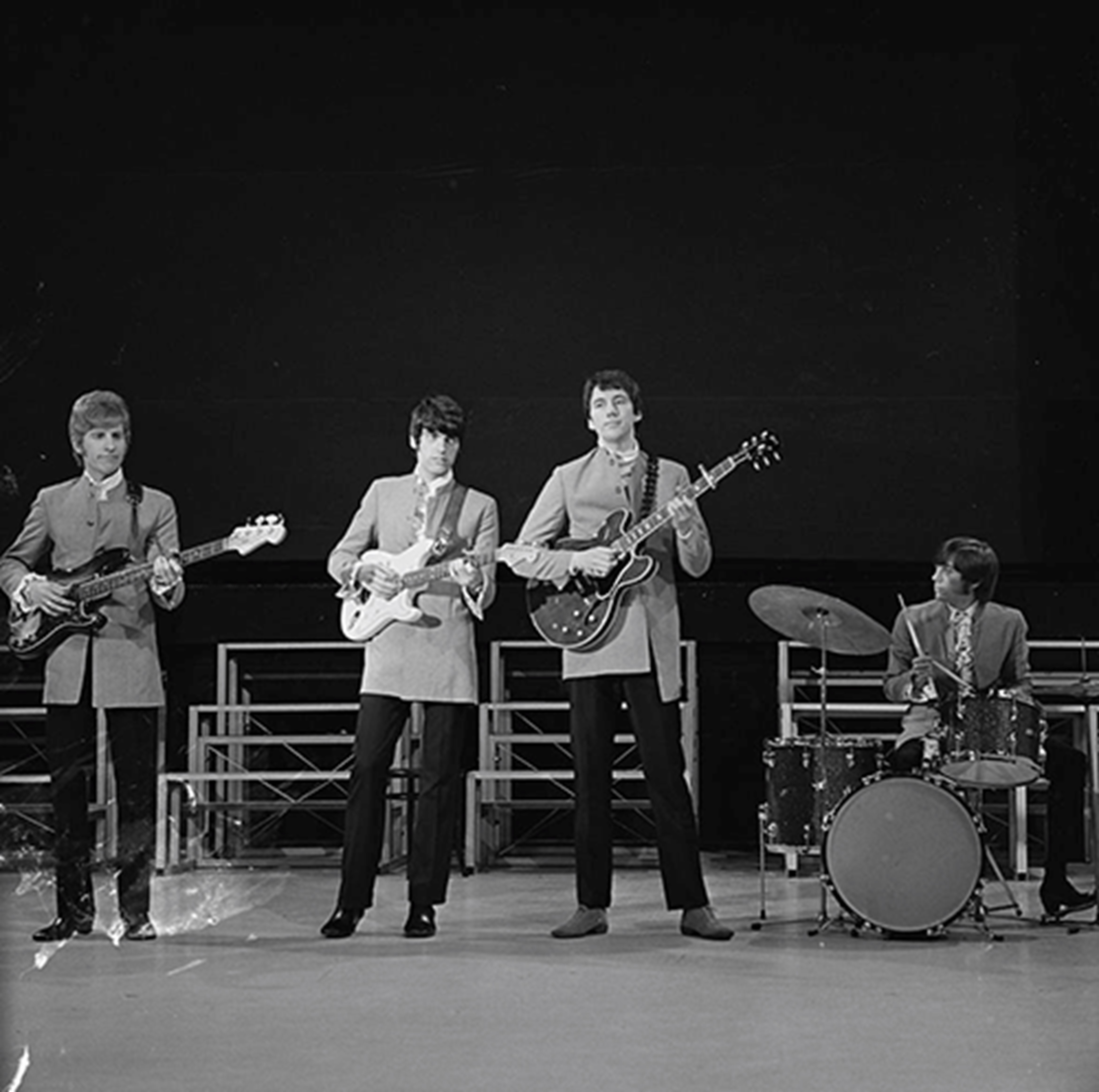
Honeybus à la télévision néerlandaise en 1968.

Les principaux compositeurs du groupe sont Dello et Ray Cane, bien que Colin Hare ait également contribué à des chansons. Les partisans et les critiques du groupe, parmi lesquels Kenny Everett, ont comparé le groupe aux Beatles de l'époque Rubber Soul.
Honeybus a un succès majeur avec I Can't Let Maggie Go en 1968, qui est si populaire qu'il vaut au groupe une photo de couverture sur le magazine de musique populaire Disc and Music Echo, pour lequel ils posent au sommet d'un bus rouge londonien. I Can't Let Maggie Go atteint le numéro 8 dans le UK Singles Chart, en avril 1968, restant dans le Top 40 pendant plus de deux mois.
Dello quitte le groupe en août 1968,. Le groupe recrute alors Jim Kelly à la guitare et au chant pour le remplacer et Cane commence à écrire des chansons et à interpréter le chant principal. Cette formation remporte quelques succès mineurs avec She Sold Blackpool Rock et Girl Of Independent Means. Honeybus finit par se séparer fin 1969. Leur album Story, sorti en 1970, sans groupe actif pour le promouvoir, échoue dans les charts. Cependant, il est aujourd'hui très prisé des collectionneurs et s'est vendu environ 1 000 £ en parfait état. Il a depuis été réédité sur disque compact.
Dello, Hare et Kelly ont tous deux enregistré des morceaux en solo au début des années 1970, qui ont été acclamés par la critique, mais n'ont pas réussi à obtenir un succès commercial significatif.
Le groupe se réunit en 1971 pour enregistrer un nouveau corpus de chansons pour le label Bell Records et un LP complet, Recital, pour la division britannique de Warner Bros. Records. Un changement de direction chez Warner Brothers fait que Recital n'est finalement jamais publié. Il a cependant été édité sur vinyle par Hanky Panky & Mapache Records en 2018. Colin Hare accompagne Pete Dello et se produit avec lui au festival de musique Felipop en Galice, en Espagne, en 2002.

## Membres
- Pete Dello (né Peter Blumsom, 26 mai 1942, Oxford, Oxfordshire) : chant, claviers, guitare
- Ray Cane (né Raymond John Byart, 15 septembre 1943, Hackney, East London) : chant, basse, claviers
- Colin Hare (né Colin Nicholas Hare, 4 juin 1946, Combe, Somerset) : guitare rythmique, chant
- Pete Kircher (en) (né Peter Derek Kircher, 21 janvier 1945, Folkestone, Kent) : batterie, chant
- Jim Kelly (né James Kelly, 19 décembre 1946, Dundee, Écosse – mort le 26 décembre 1995, Dundee, Écosse) : guitare solo, chant
- Lloyd Courtenay (né le 20 décembre 1944, Wallasey, Cheshire) : batterie (enregistrement uniquement pour l'album Story)
- Tim Fisher (né le 28 octobre 1951, Birmingham, West Midlands) : basse (bassiste de session pour la tournée)

## Discographie

### Albums originaux
- 1970 : Story
- 1973 : Recital (inédit chez Warner Bros. bien qu'il existe des copies promotionnelles qui se sont vendues pour 800 $[5] ou même 2 761 £[6], finalement publié sur le label Hanky Panky & Mapache en juillet 2018).

### Compilations posthumes
- 1989 : Honeybus At Their Best
- 1993 : Old Masters, Hidden Treasures
- 1997 : At Their Best
- 1999 : The Honeybus Story
- 2002 : She Flies Like a Bird: The Anthology (contient des chansons inédites comme Big Ship)

### Singles
- 1967 : Delighted to See You (Dello) / The Breaking Up Scene(Cane) - Deram Records
- 1967 : (Do I Figure) In Your Life (Dello) / Throw My Love Away (Cane) - Deram
- 1968 : I Can't Let Maggie Go (Dello) / Tender Are the Ashes (Dello) - Deram (Royaume(Uni no 8[7], Pays-Bas no 5[8])
- 1968 : Girl of Independent Means (Cane) / How Long (Kircher-Cane-Hare) - Deram (Pays-Bas no 14[8])
- 1969 : She Sold Blackpool Rock (Cane) / Would You Believe (Hare) - Deram
- 1969 : La Cicogna (version italienne de She Sold Blackpool Rock) / Chi Sei Tu (version italienne de Ceilings No 2) - Decca
- 1972 : Story (Cane) / The Right to Choose (Cane) - Deram (enregistré en janvier 1970)
- 1972 : She Is the Female to My Soul (Dello) / For Where Have You Been (Hare) - Bell Records
- 1973 : For You Baby (Dello) / Little Lovely One (Dello) - WEA
- 1976 : I Can't Let Maggie Go (Dello) / Julie in My Heart (Dello) - réédition Decca Records
- 1982 : I Can't Let Maggie Go (Dello) / Tender Are the Ashes (Dello) - nouvelle réédition Decca